# Cultura judía
La cultura judía abraza varios fenómenos relacionados entre sí, tanto religiosos como seculares. Es ante todo la cultura de las comunidades del pueblo judío e incluye las contribuciones de individuos que se autoidentifican como judíos y aquella de religiosos judíos aun cuando ésta no está relacionada de un modo obvio con la religión del pueblo hebreo. 
El pueblo judío es una comunidad etnorreligiosa: en tanto que religioso, el judaísmo dirige a sus miembros en prácticas y creencias y a un modo de vida. Esto hace difícil el establecer una línea clara entre la producción cultural de miembros del pueblo judío y la cultura específicamente judía. Además, no todos los individuos o todos los fenómenos culturales pueden ser clasificados fácilmente como seculares o religiosos (distinción a menudo empleada en la cultura europea y que también suele aplicarse a casos de la historia de los judíos no europeos).
A través de la historia, en épocas y lugares tan diversos como el Reino de Israel, la Grecia Antigua, Al-Ándalus, Magreb, India o China o en el actual Estado de Israel, las comunidades judías han desarrollado fenómenos culturales que en cierto sentido presentan matices de lo judío pero sin ser específicamente religiosos en todo momento. Algunos factores en esto provienen del judaísmo, otros de la interacción de los judíos con la sociedad que les rodea, y otros de la dinámica interna social y cultural de las comunidades judías (de un modo que es diferente al que la religión judía propiamente dicha opera). Este fenómeno se traduce en expresiones culturales judías considerablemente diversas y únicas en sus propias comunidades, siendo cada una de ellas tan auténticamente judía como las demás.

## Interacción entre lo religioso y lo secular

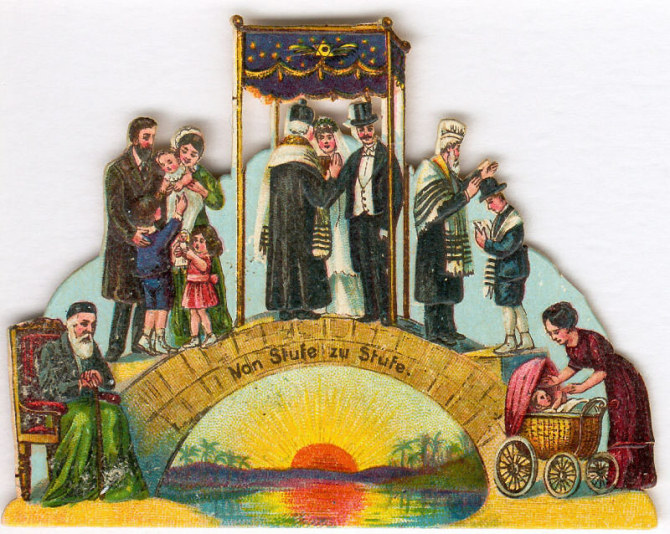
Estampa con Las distintas etapas de la vida de un judío, Alemania, 1905-1910. La cromolitografía en cuestión pertenece tanto al arte asquenazí como al folklore visual del pueblo judío pero sin ser un objeto ritual del judaísmo. Nótese que la "lectura" de esta imagen —que incorpora una inscripción con cuatro palabras alemanas— solo tiene sentido si se hace de derecha a izquierda, tal como sucede con los textos que presentan caracteres hebreos. La inscripción alemana Von Stufe zu Stufe significa precisamente "De una etapa a otra".

Si bien este artículo en principio no trata el tema judaísmo (es decir, la religión judía) sino la producción cultural del pueblo hebreo (como grupo o nación), es importante dejar constancia que en el caso del pueblo judío en particular a veces es sumamente difícil separar por completo lo sacro de lo profano..
Así, por ejemplo, el humor judío no forma parte del judaísmo como religión, pero es a su vez un rasgo característico de numerosas comunidades judías. Tal humor puede además apuntar a temas tanto religiosos como laicos.
Otro ejemplo significativo es el arte, cuyo origen en el caso judío tiene sus raíces en la Biblia hebrea (Tanaj) y cobra expresión como arte ritual (al que en la historia del arte se conoce técnicamente como "Judaica", y lo hace durante muchos siglos), tiende a partir del siglo XIX a secularizarse y en muchos casos a perder su identidad inicial, aculturarse e incluso interactuar con otras culturas no judías. Mas ello da lugar a la coexistencia de obras de corte tradicional (Judaica, comprendiendo objetos religiosos ceremoniales o de tipo ritual) con otras expresiones u obras de arte que son vanguardistas y de naturaleza definitivamente no religiosa. Ello puede constatarse, por ejemplo, en las pinturas de artistas tales como Camille Pisarro o Amedeo Modigliani.

## Origen de la cultura secular judía

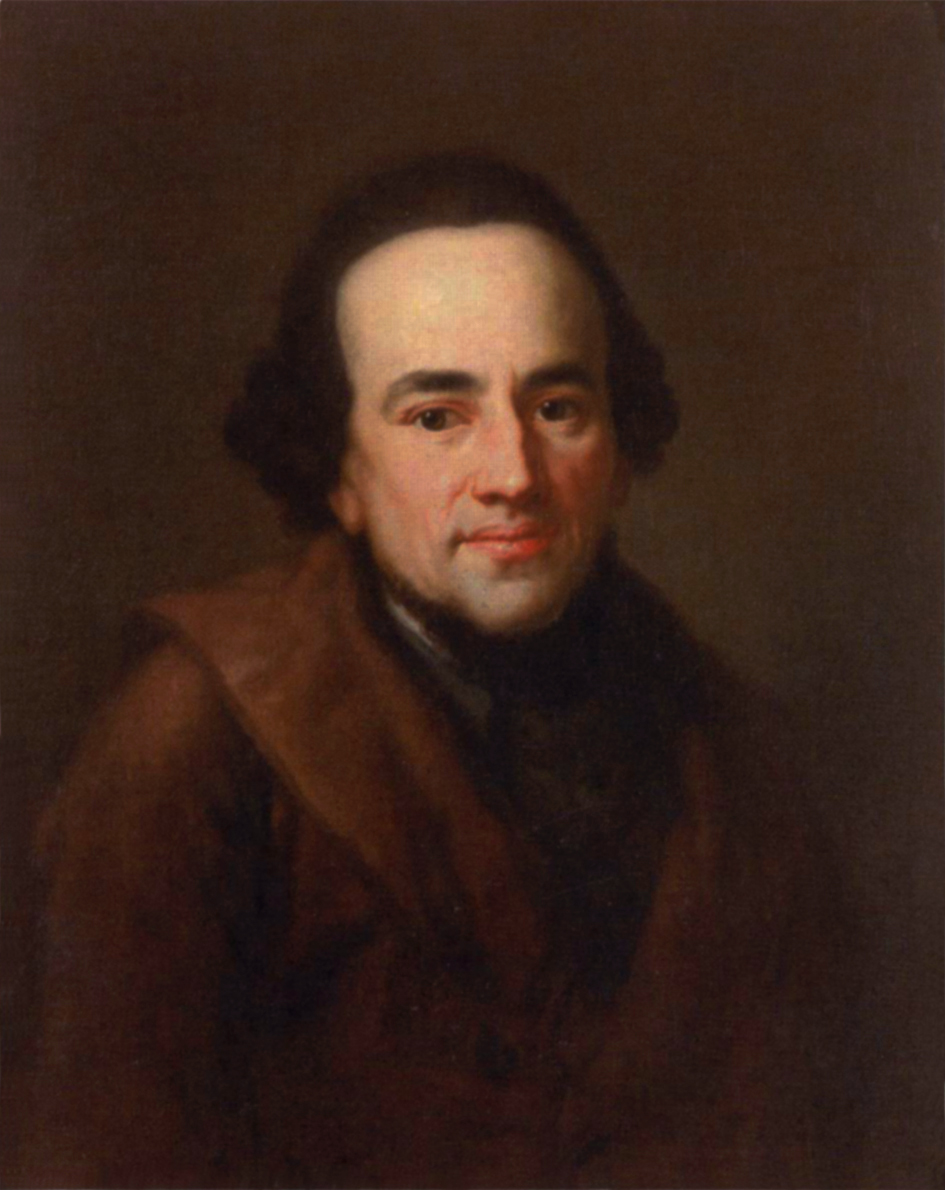
El filósofo judío Moses Mendelssohn, ardiente defensor de los derechos civiles de los judíos y de su integración en la sociedad occidental, fue también el mayor exponente e impulsor de la Haskalá en la Europa decimonónica.

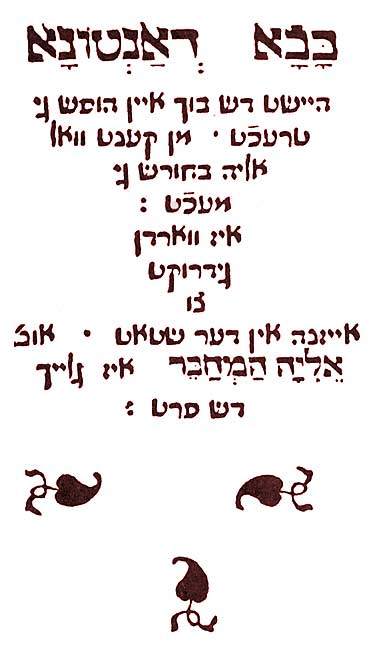
Página del Bovo-Bukh (Libro de Bovo, escrito por Elias Levita Bajur en 1507-1508), primera obra literaria secular en ídish, impresa en Isny (Baden-Württemberg, Alemania) en 1541. Se trata de un clásico de la literatura yiddish, una novela de caballerías que cuenta con no menos de 40 ediciones.

Durante al menos 2000 años no ha habido una unidad cultural judía. Los judíos han estado geográficamente dispersos. A finales del siglo XIX los asquenazíes estaban principalmente en Europa, especialmente Europa Oriental; los sefardíes en diversas comunidades del norte de África, Turquía, y varios núcleos más pequeños en una amplia gama de otros lugares; y los mizrajíes estaban principalmente extendidos por todo el mundo árabe, y otras poblaciones en lugares como Etiopía, el Cáucaso, y la India. 
Aunque había un alto grado de comunicación y de tráfico entre estas comunidades (exiliados sefardíes mezclados en la comunidad askenazí europea; askenazíes emigrados a Oriente Medio, comerciantes judíos iraquíes formaron una comunidad distinta en la India, y así sucesivamente), muchas de estas comunidades estaban aisladas de las que les rodeaban, por la formación de guetos, por las leyes musulmanas de la dhimmah, y por otras circunstancias.
Antes de 1931 el 92 % de la población judía mundial era de origen askenazí, incluyendo la mayoría de los judíos europeos y los de habla inglesa. Por otra parte, el secularismo como concepto era en gran parte una idea europea, y una serie de movimientos en Europa crearon un nuevo, y hasta entonces insólito, concepto de judaísmo secular. Dada la abrumadora mayoría de askenazíes y que la difusión de esas ideas fue debida a locutores angloparlantes, la "cultura judía secular" es, esencialmente, la cultura judía de la Europa Central y Oriental, así como de su desarrollo subsecuente en Norteamérica.

## Literatura
Las expresiones literarias y teatrales de la cultura judía están tanto en lenguas específicamente judías, como hebreo, yiddish o ladino, o en el idioma de la cultura que rodea a su autor, como inglés o alemán. La literatura y el teatro secular en yiddish se inició en el siglo XIX, y declinó a mediados del siglo XX. El renacimiento del hebreo más allá de su uso en la liturgia es un fenómeno de principios del siglo XX, y está estrechamente asociado con el sionismo. En general, si una comunidad judía utiliza o no un lenguaje judío depende de lo aislada o asimilada que esté con respecto a la sociedad que la rodea. Por ejemplo, los judíos de los shtetls de Polonia y del Lower East Side de Nueva York hablaban yiddish durante los primeros años del siglo XX, mientras que los judíos asimilados de Alemania o Estados Unidos actualmente utilizan el alemán e inglés.

## Política
Incluso en el más estricto judaísmo religioso hay espacio para diferentes puntos de vista políticos o morales, y esta diversidad es aún más evidente entre los judíos seculares, aunque incluso la cultura judía secular está a menudo influida por creencias morales que se derivan de las Escrituras y la tradición judía. En los últimos siglos, los judíos de Europa y las Américas han tendido tradicionalmente a la izquierda política, desempeñando un papel clave en el nacimiento del movimiento obrero y del socialismo. Si bien en la diáspora también han sido representados como situados en el lado conservador del espectro político, incluso los judíos políticamente conservadores han tendido a apoyar el pluralismo de forma más coherente que muchos otros miembros de la derecha política. Algunos eruditos, lo atribuyen al hecho de que no se espera que hagan proselitismo, y por lo tanto no desean un Estado mundial, lo que difiere de las creencias de otras religiones, como la católica y las tradiciones islámicas. Esta falta de una universalización de la religión se combina con el hecho de que la mayoría de los judíos viven como minorías en sus países, junto con el hecho de que no hay una única autoridad religiosa judía central desde hace más de 2.000 años.

## Galería

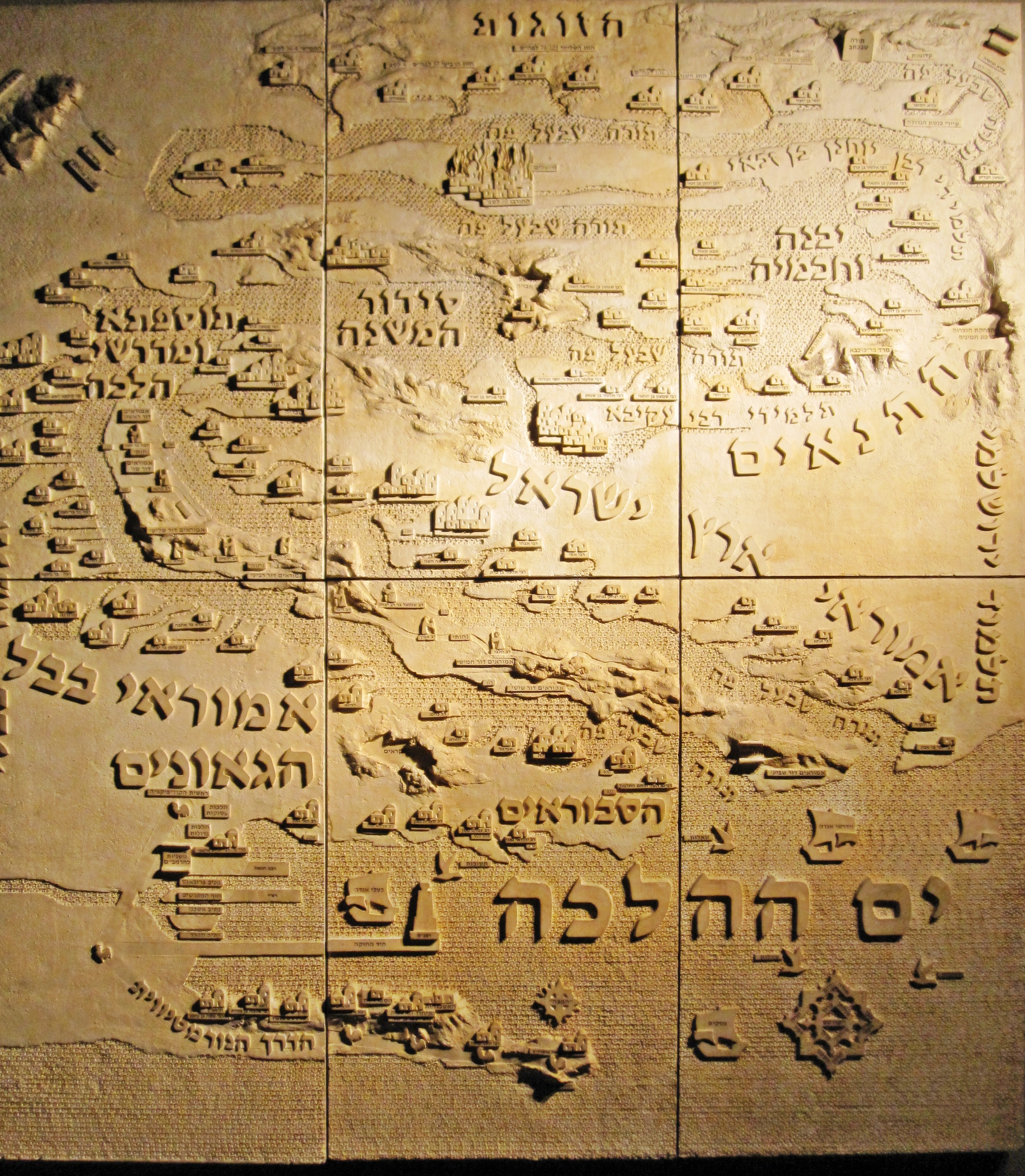
Relieve con "mapa" de la tradición oral del pueblo judío: desarrollo en forma de río. Beth Hatefutsoth, Tel Aviv, Israel.
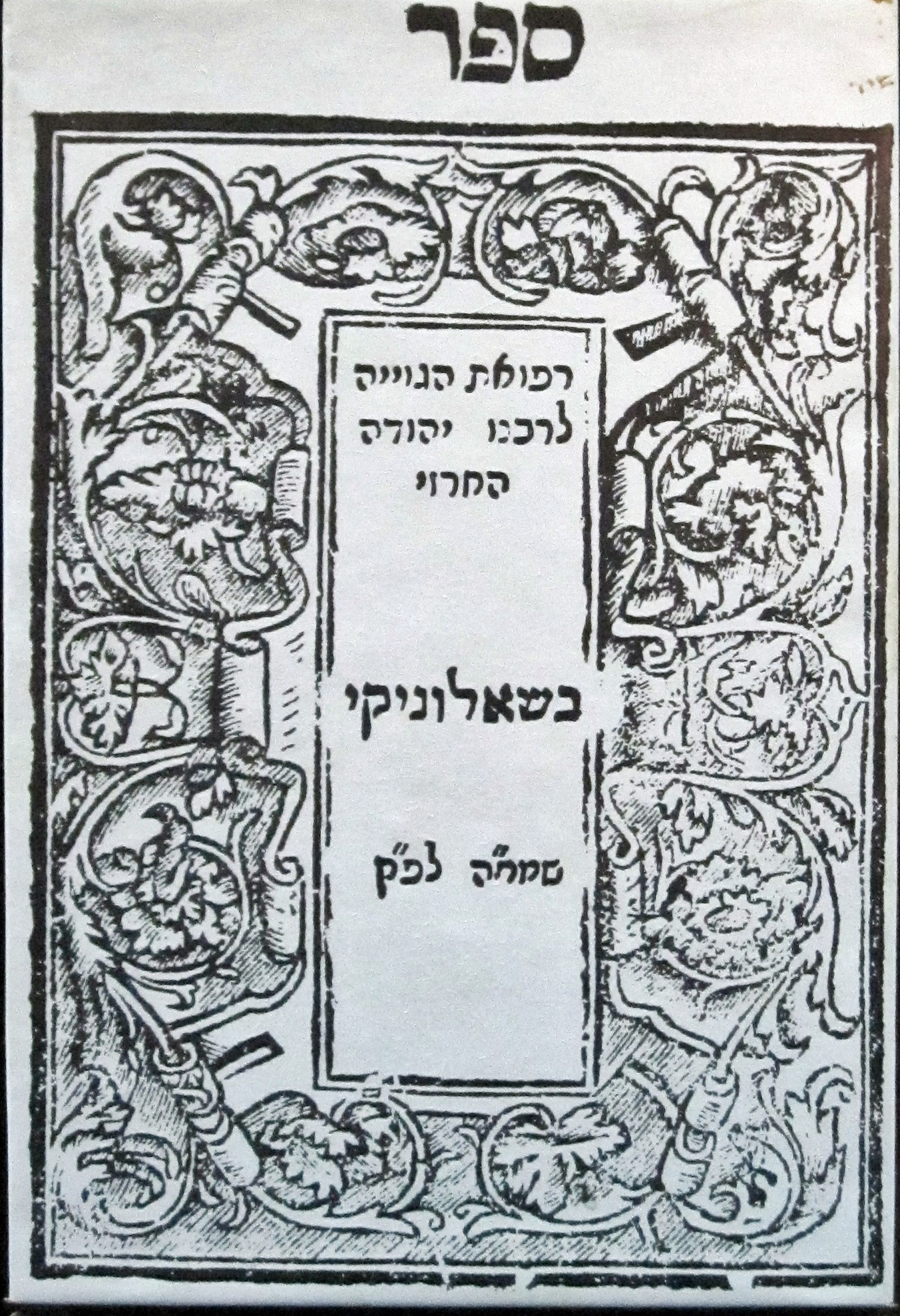
Yudah Al Harizi, Sefer Refu'at Ha'Geviyah (Libro de medicina), Salónica, 1593
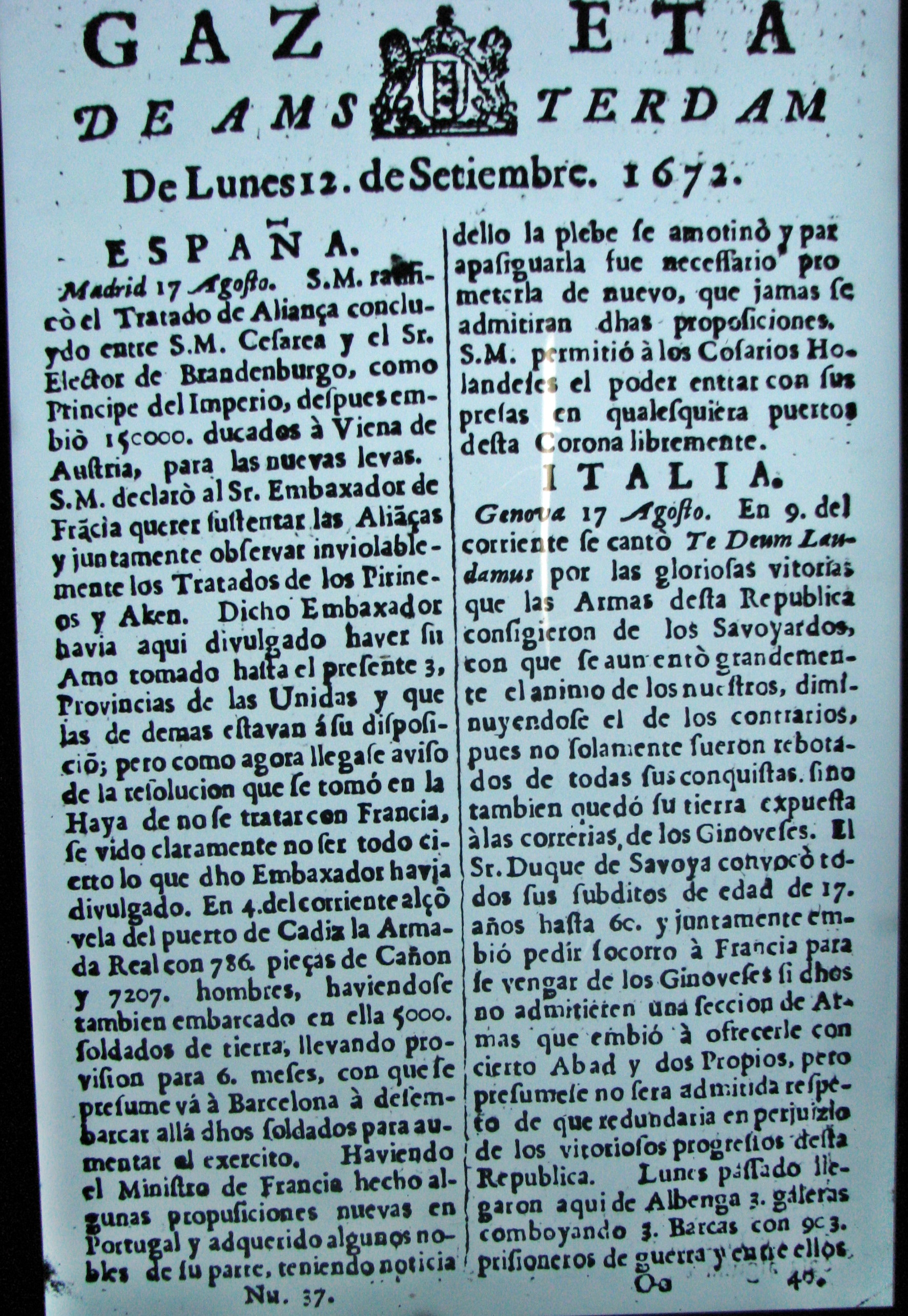
Gazeta de Ámsterdam, Holanda, 12 de septiembre de 1672. Los hebreos de Ámsterdam imprimían un periódico que muestra, en primera plana, el interés de la comunidad sefardí por lo que sucedía en ese entonces en Madrid (como también en Génova); se trata de una comunidad que leía las noticias en español—después de 180 años de haber sido expulsada de España (1492). Ejemplar preservado en Beth Hatefutsoth.
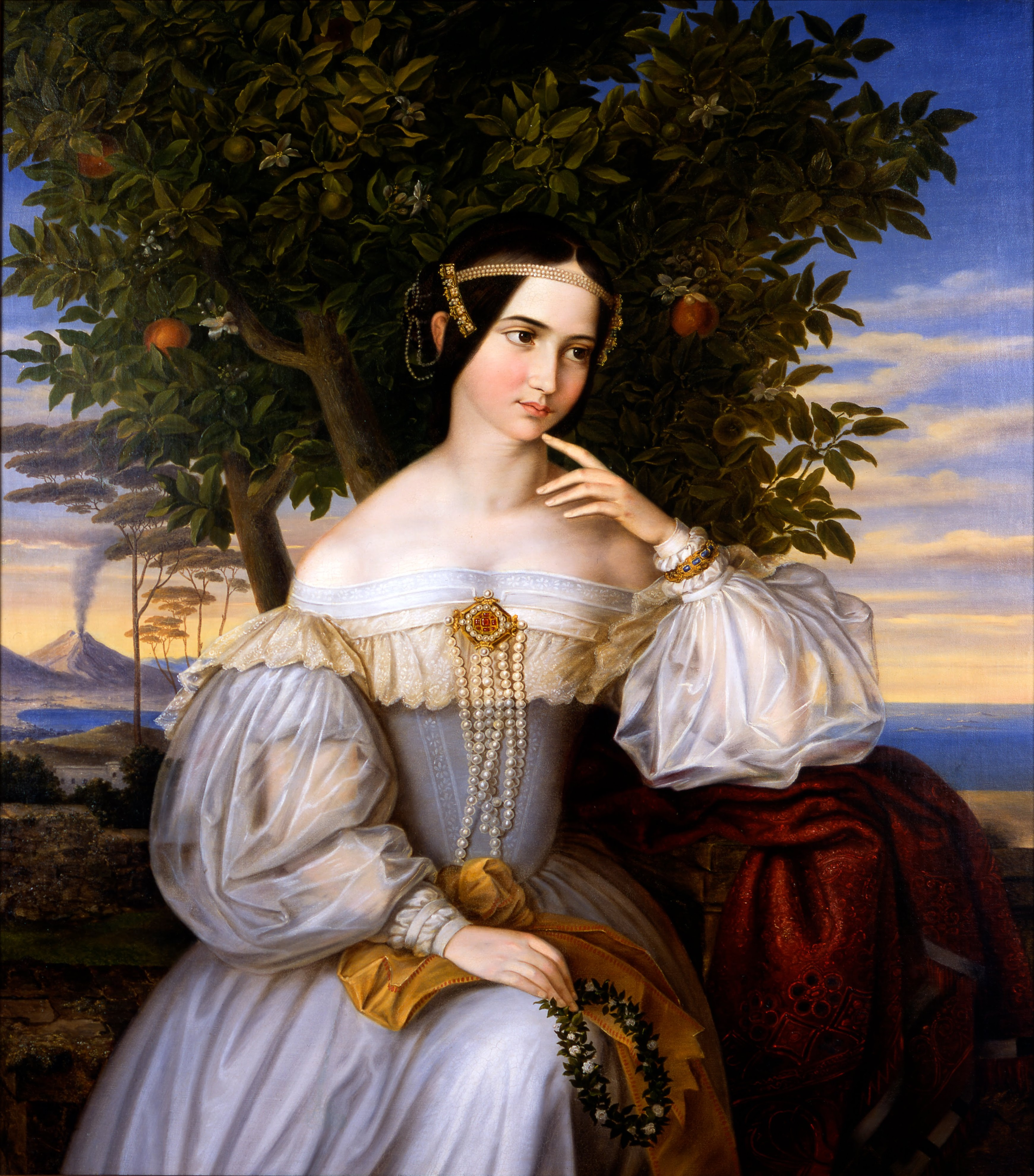
Moritz Daniel Oppenheim, Retrato de Charlotte de Rothschild, óleo, 1836. Museo de Israel, Jerusalén.
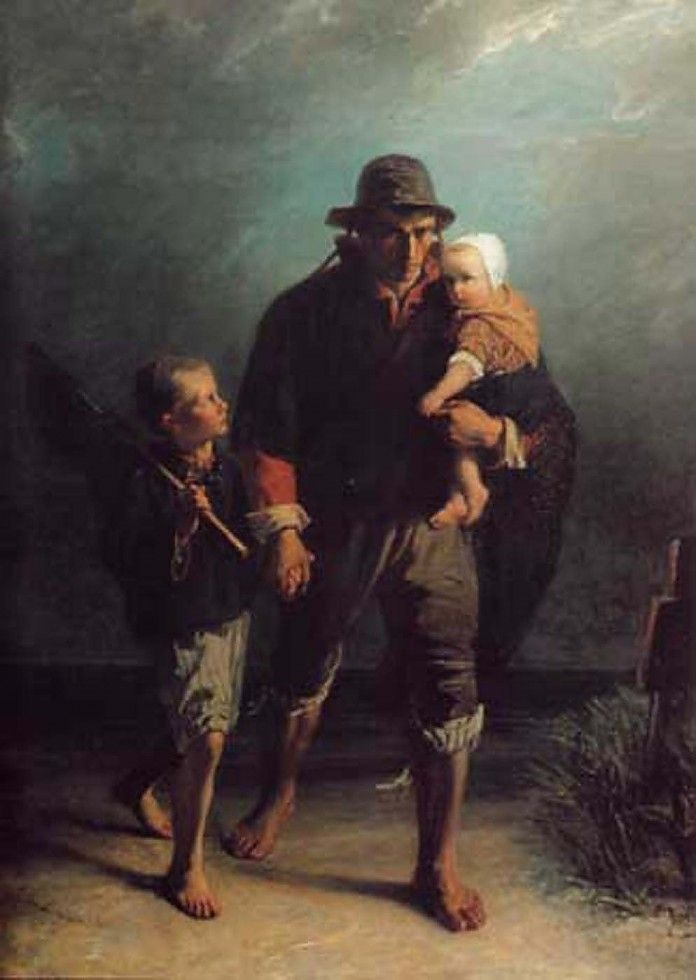
Jozef Israëls, Sobre la tumba de la madre, óleo, c. 1855-1856. Groninger Museum, Holanda
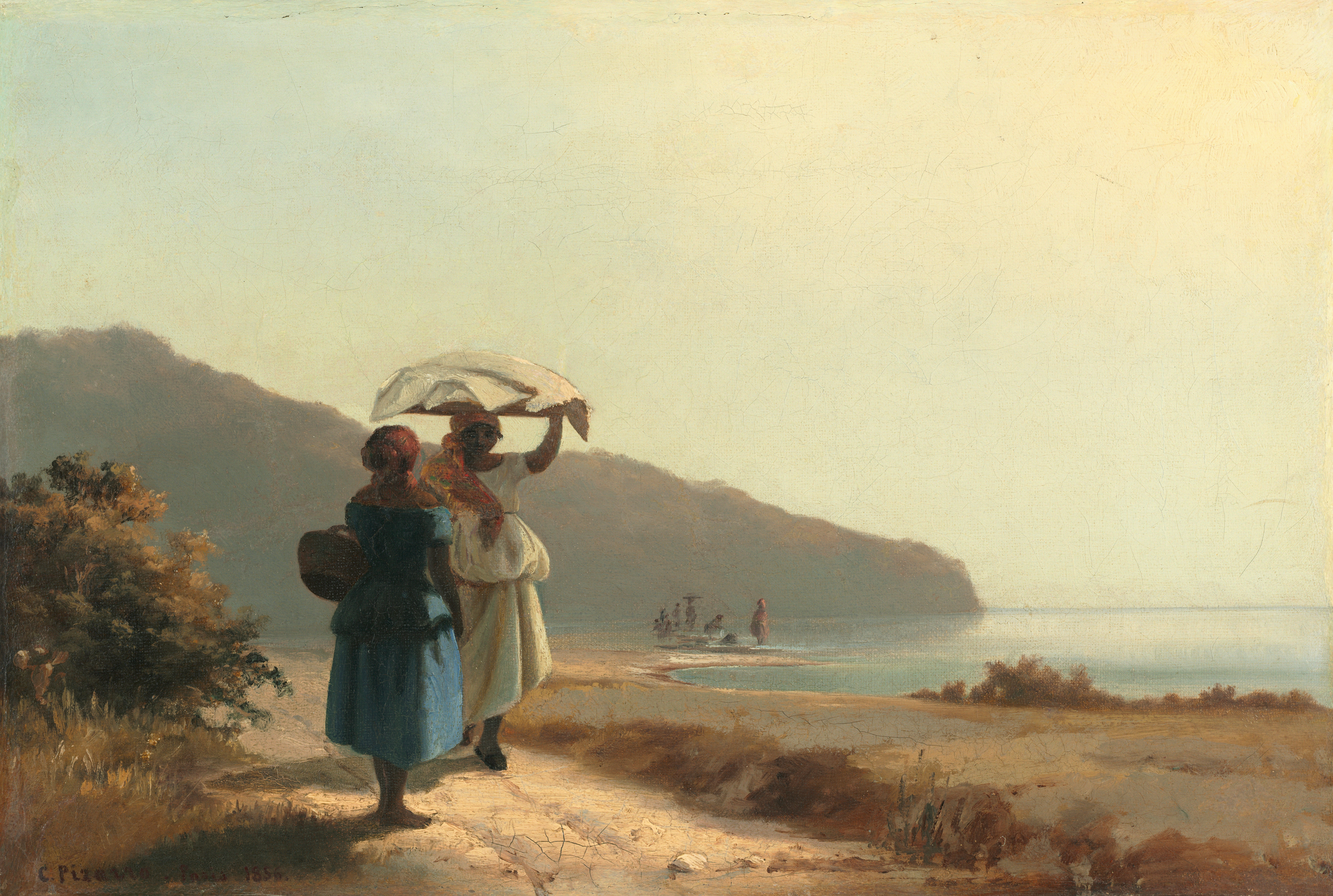
Camille Pissarro, Dos mujeres conversando junto al mar, Saint Thomas, Antillas Danesas, 1856. National Gallery of Art, Washington D.C.
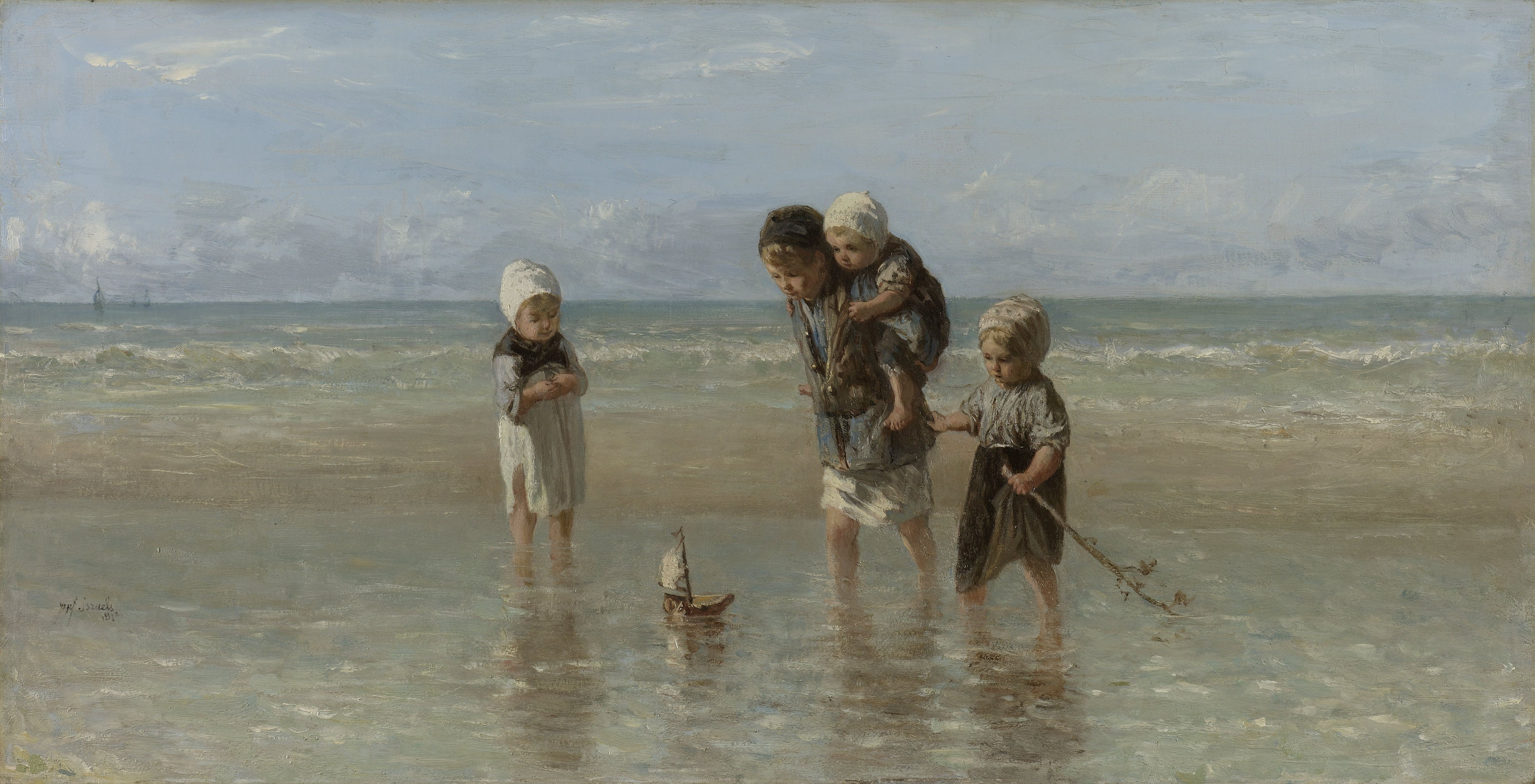
Israëls, Niños del mar, óleo, 1872. Rijksmuseum Ámsterdam
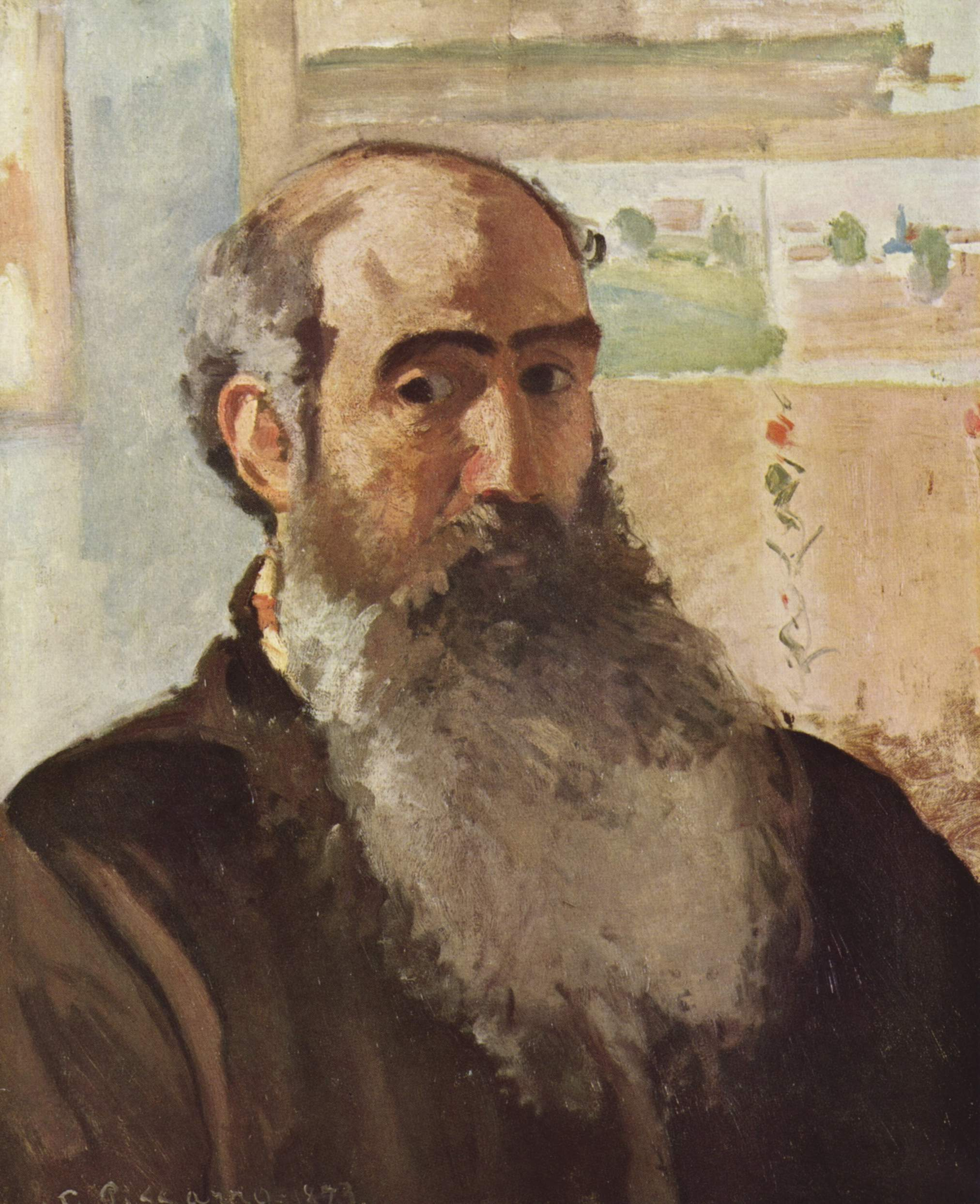
Pissarro, Autorretrato, 1873. Museo de Orsay, París
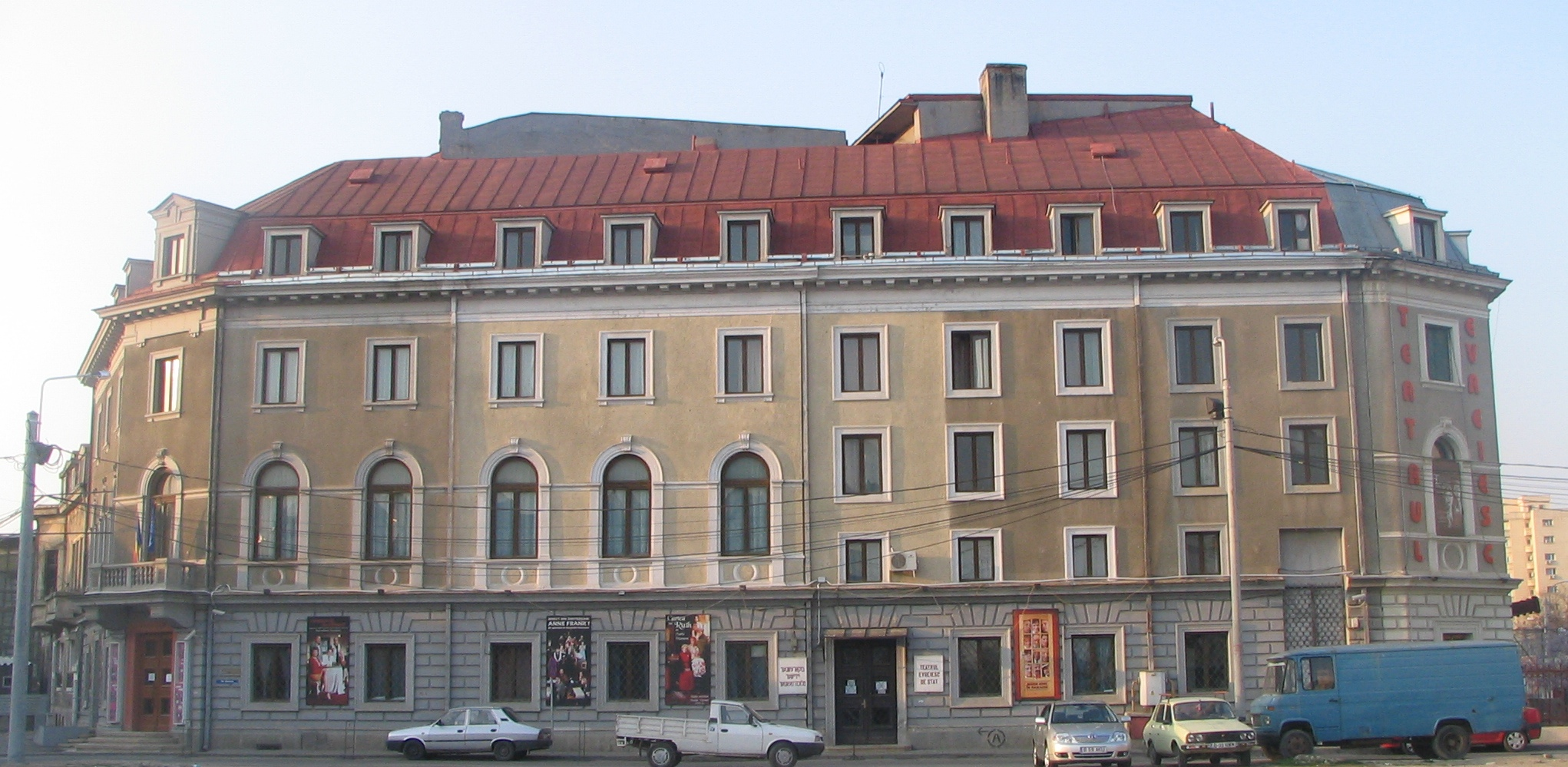
Teatro Judío Estatal, Bucarest, Rumania. Activo desde 1876, presenta obras en yidis.
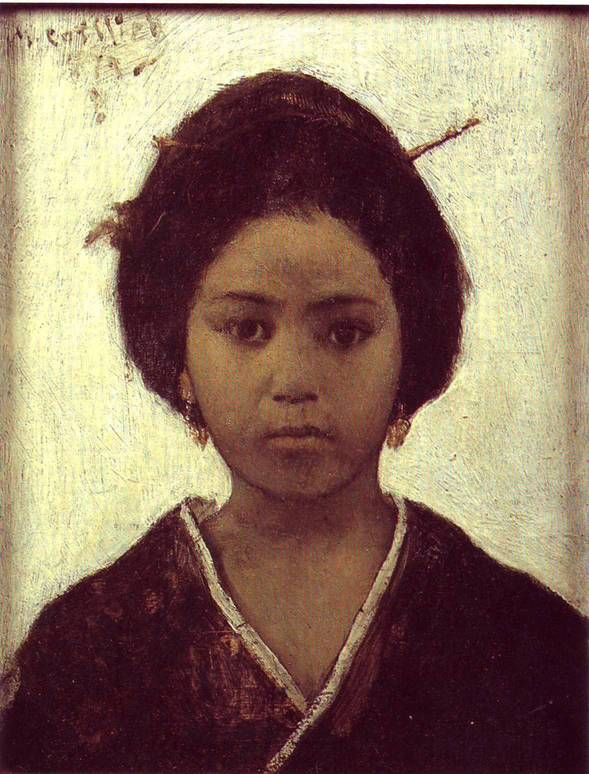
Maurycy Gottlieb, Retrato de mujer japonesa, 1879.
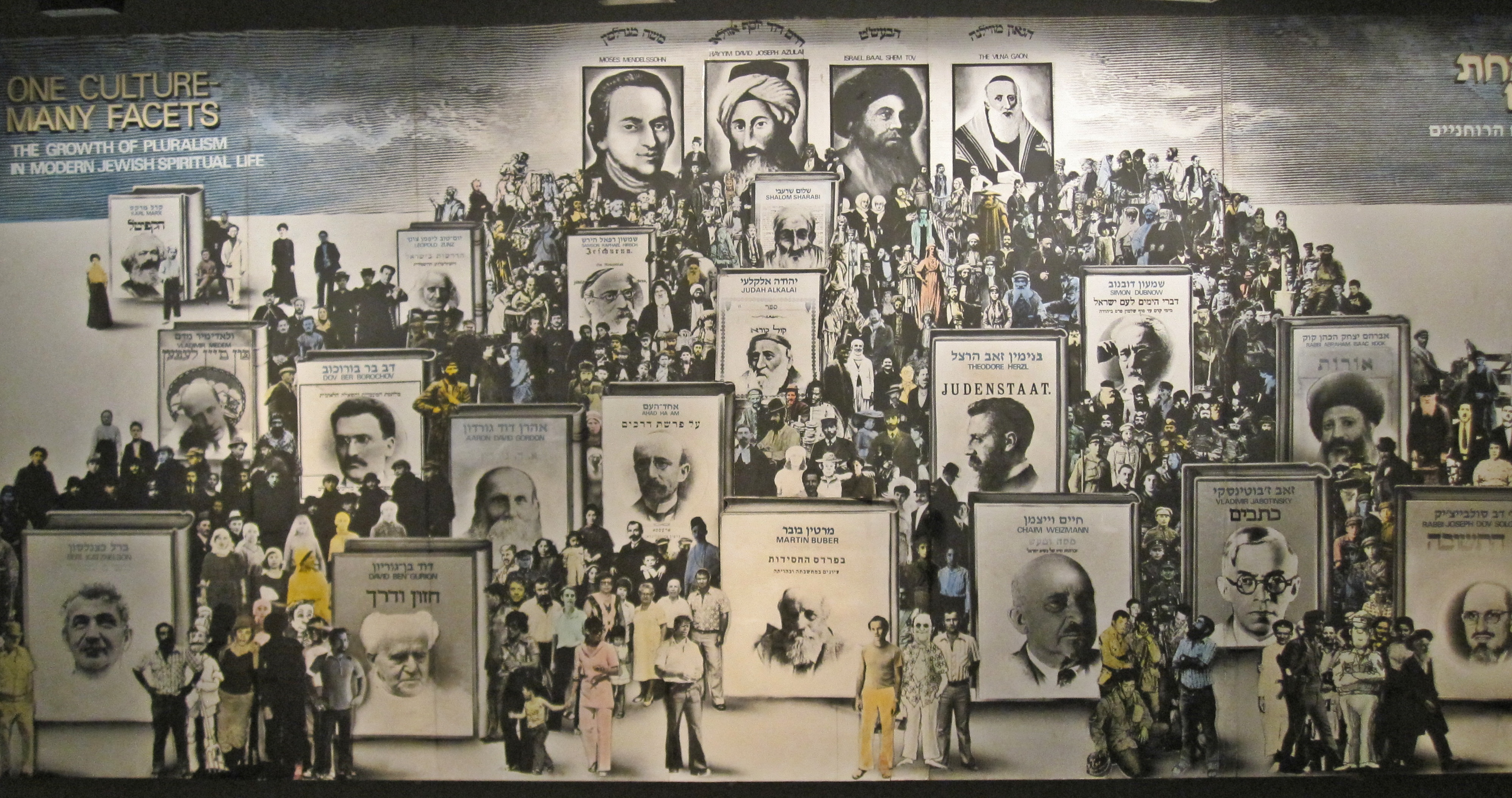
"Una cultura con muchas facetas", ejemplos del crecimiento del pluralismo en la cultura judía moderna. Beth Hatefutsoth
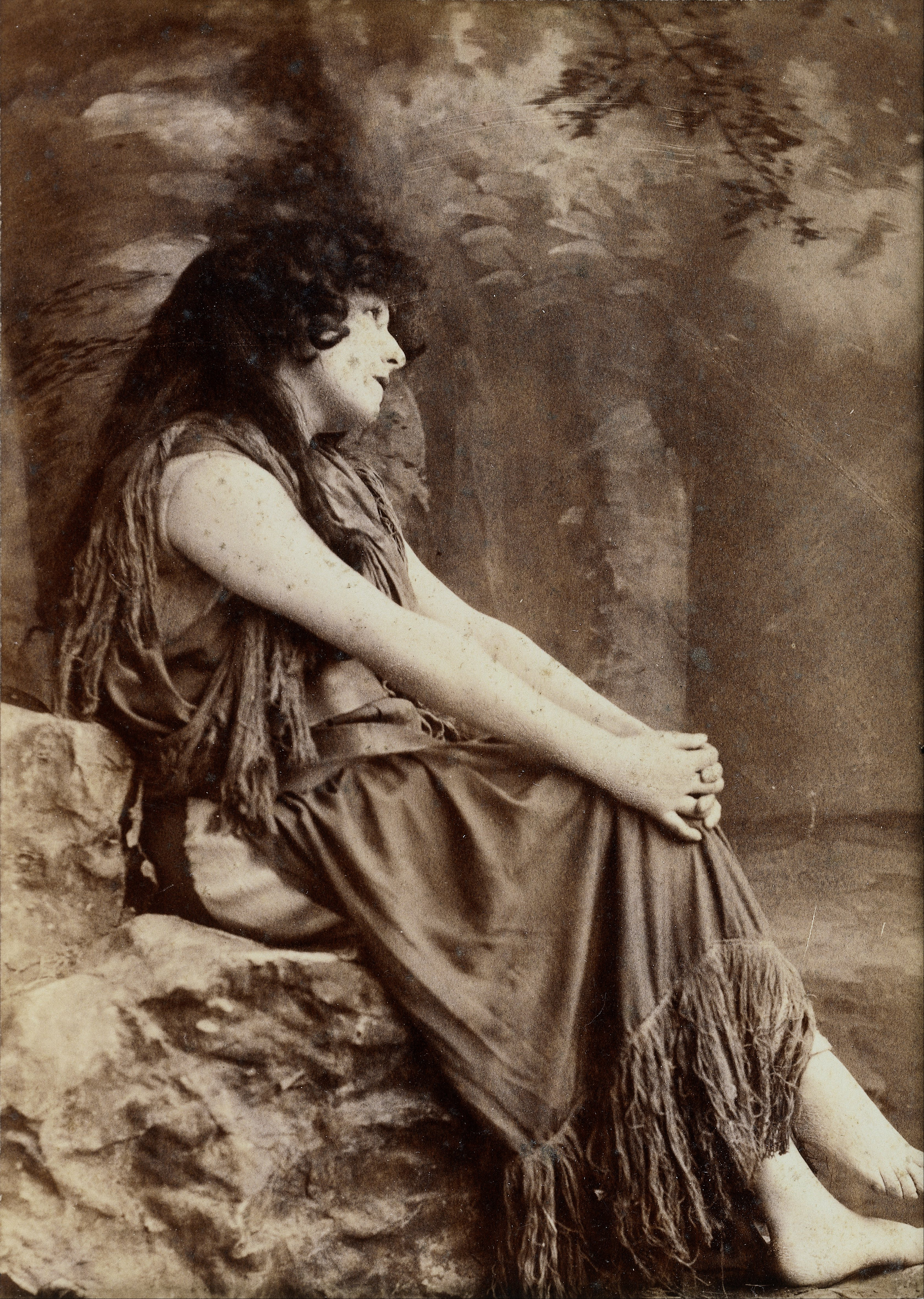
La actriz Sarah Bernhardt, fotografiada por Napoleon Sarony en Nueva York en 1892.
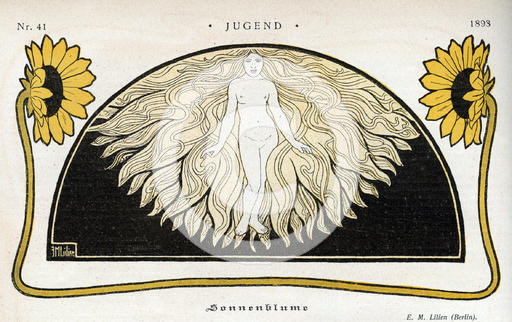
Ephraim Moses Lilien, "Girasol", Jugend, Berlín, 1893.
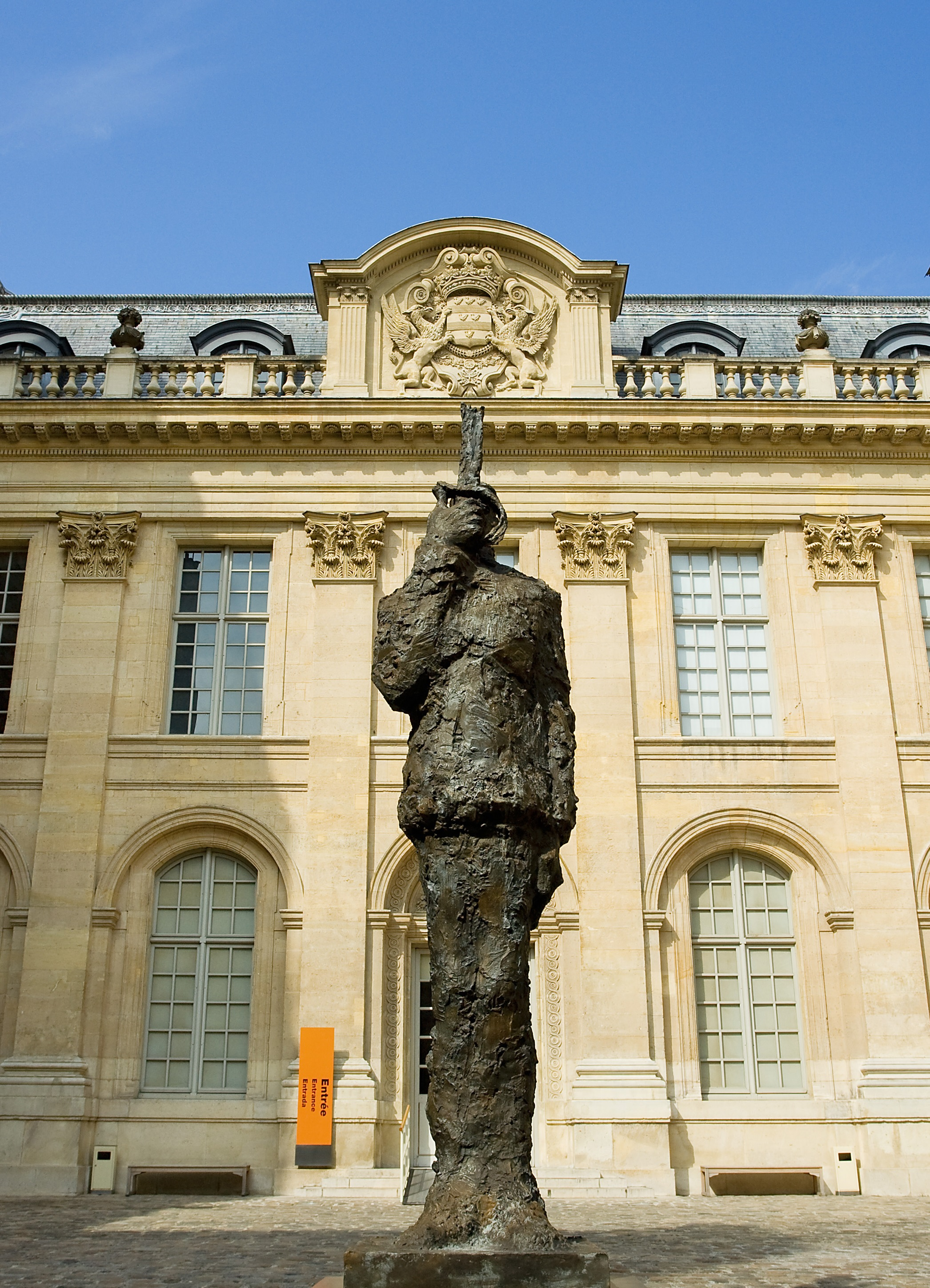
Louis Mitelberg: Homenaje al capitán Dreyfus (1986-88). Estatua dedicada al capitán judeo-francés Alfred Dreyfus, cuyo caso tuvo una enorme repercusión en sociedad francesa e internacional entre 1894 y 1906. Nótese el contraste entre el sable quebrado y la erguida actitud corporal de la figura.
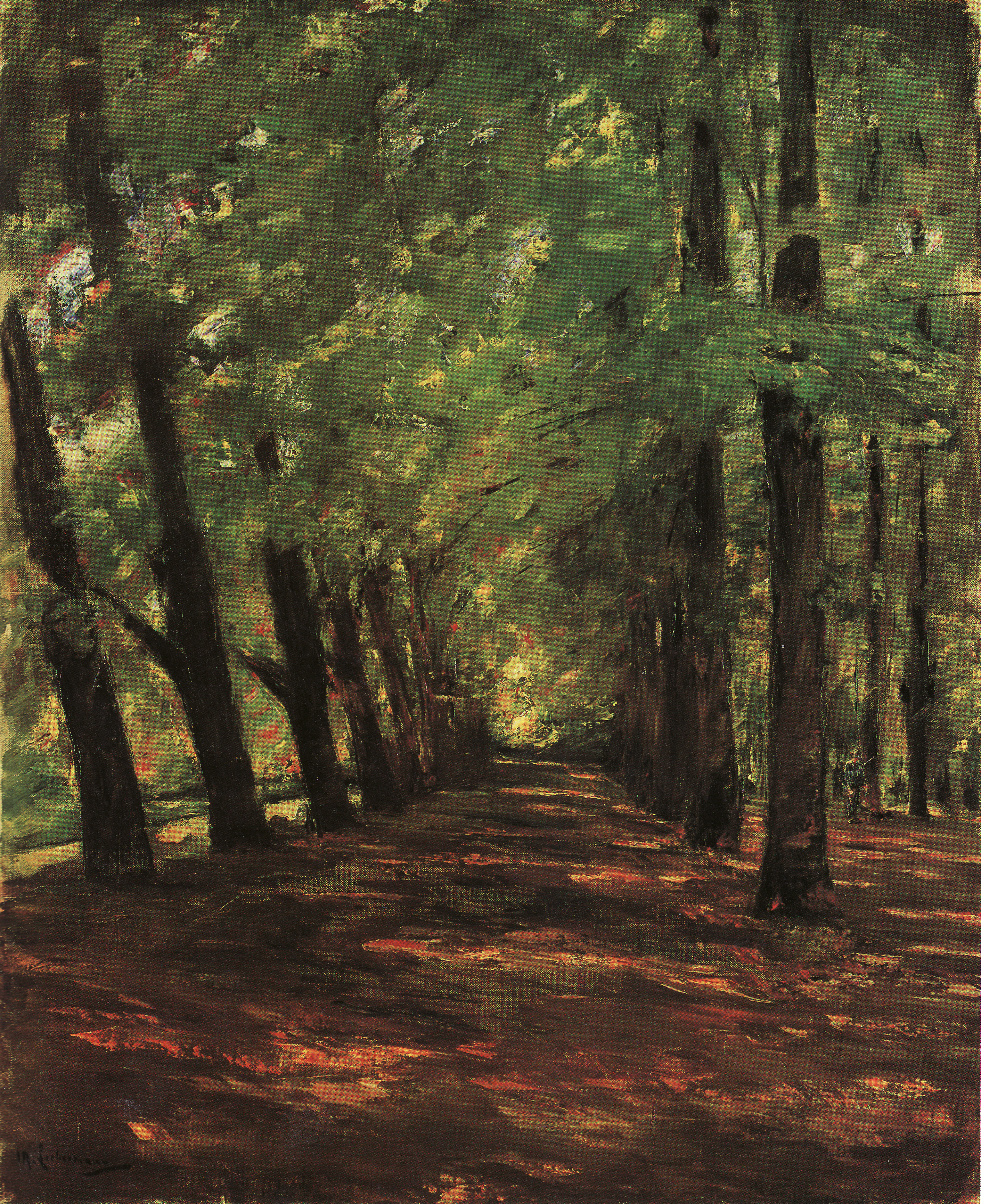
Max Liebermann, Overveen, Holanda, óleo, c. 1895.
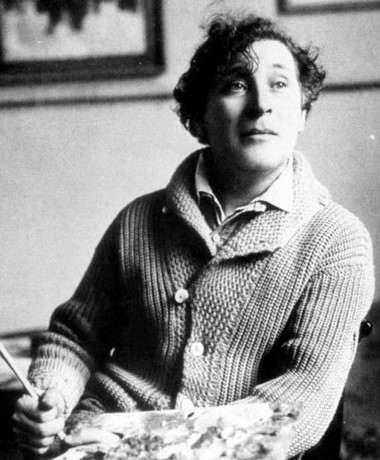
Entre 1912 y 1913, Marc Chagall, pintó El violinista sobre el tejado, un cuadro que tiene su inspiración en Tevye el Lechero (1894), obra literaria de Sholem Aleijem, que trata el conflicto entre la tradición y la modernidad en una comunidad judeo-rusa a fines del siglo XIX. En el cuadro de Chagall, violinista puede verse junto al campanario de una iglesia no exenta de su cruz.
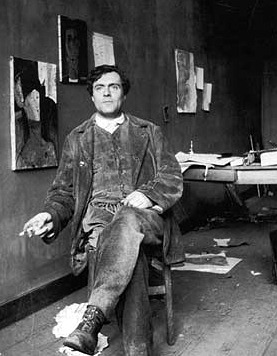
Amedeo Modigliani produjo esculturas inspiradas por las máscaras del arte africano; sin caer en la idolatría, fue uno de los primeros artistas judíos que, en términos puramente artísticos, logró trascender el Mandamiento de la Ley Mosaica que ordena "No te harás ni escultura ni imagen ninguna".
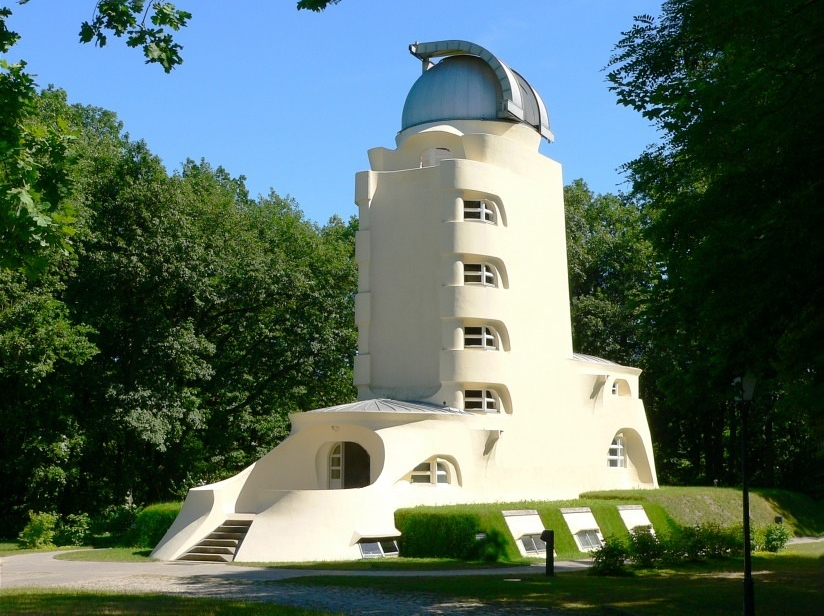
Erich Mendelsohn, Torre Einstein, Potsdam, concebida en 1917 (operativa en 1924). Instituto Astrofísico de Potsdam, Alemania.
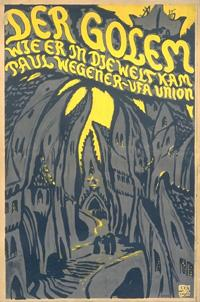
El Golem: cómo vino al mundo (Der Golem, wie er in die Welt kam, 1915), afiche de la película de Paul Wegener, Alemania, 1920.
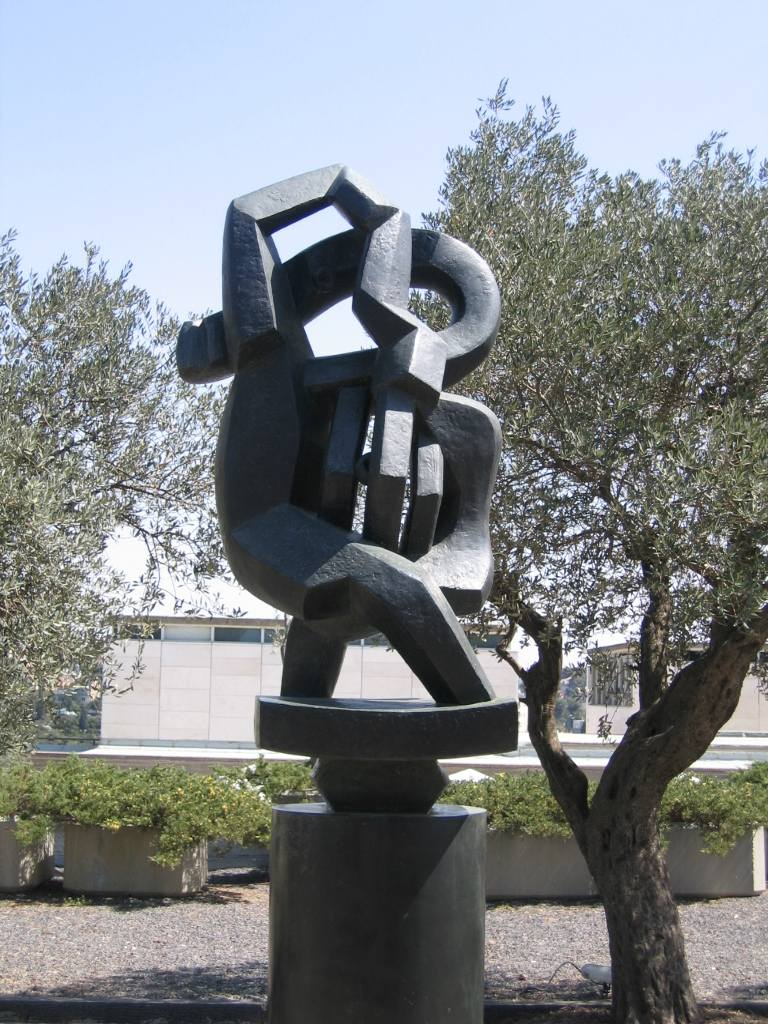
Jacques Lipchitz, Alegría de vivir (La joie de vivre), bronce, 1927. Museo de Israel, Jerusalén.
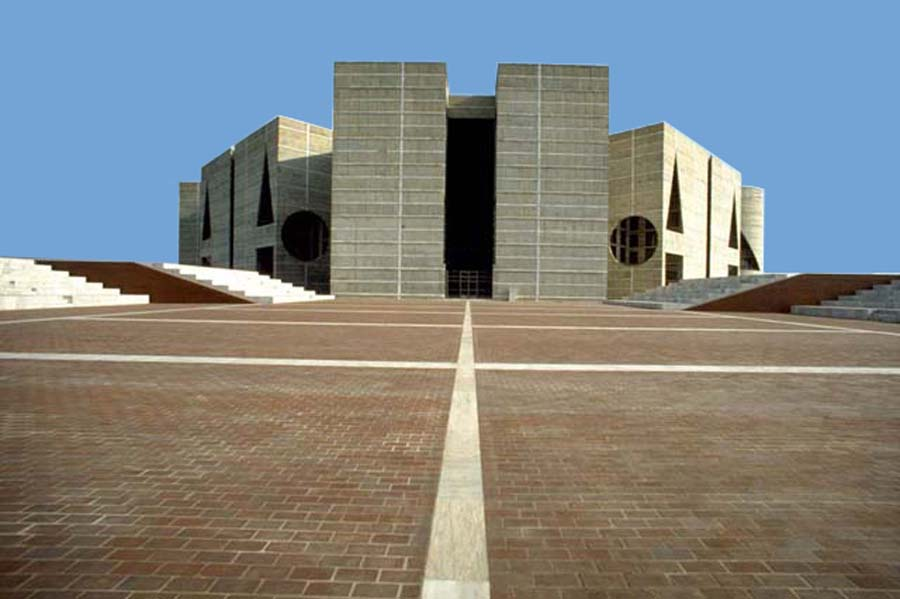
Louis Isadore Kahn, Asamblea Nacional de Bangladés, Daca, 1961-1981
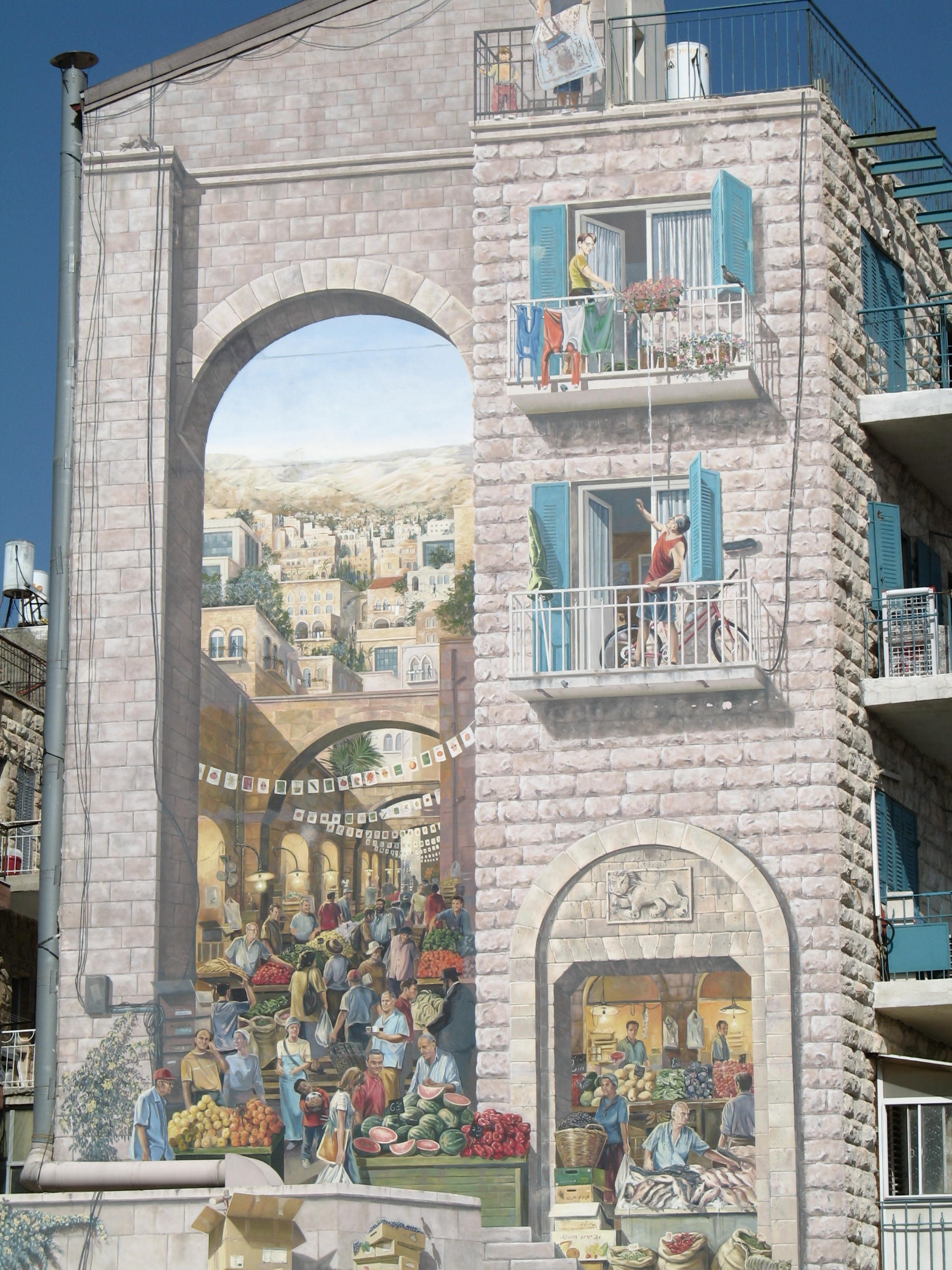
Mercado Majané Yehuda, pintura mural ilusionista sobre la medianera de un edificio jerosolimitano, c. 1995.
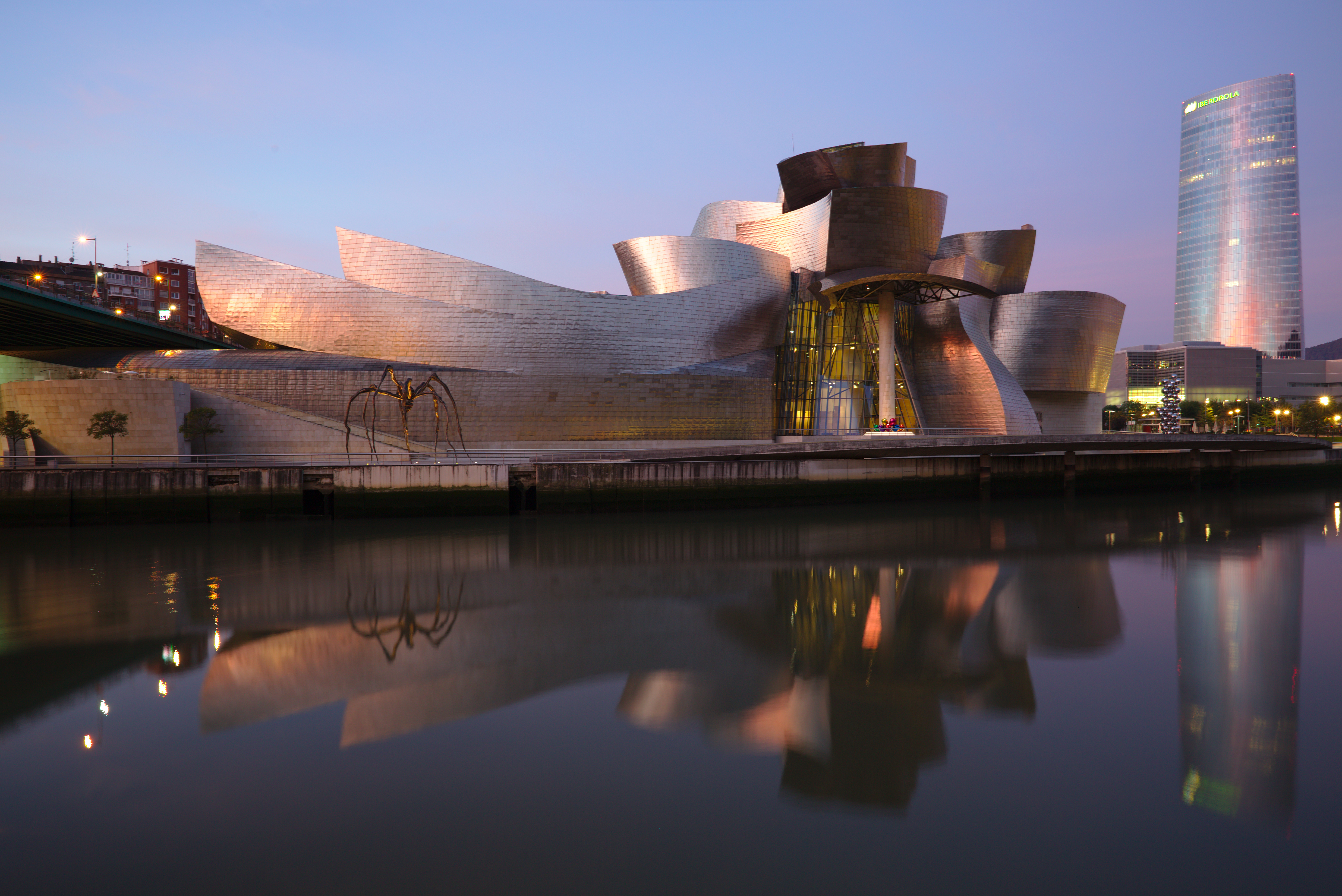
Frank Gehry, Museo Guggenheim Bilbao, Vizcaya, 1992-1997.